# Amphisbaena mertensii
Amphisbaena mertensii là một loài bò sát trong họ Amphisbaenidae. Loài này được Strauch mô tả khoa học đầu tiên năm 1881.